# Мозіль Олег Юрійович
Оле́г Ю́рійович Мо́зіль (нар. 7 квітня 1996, Львів, Україна) — український футболіст, воротар харківського «Металіста 1925». Колишній гравець юнацьких збірних України U-18 та U-19.

## Клубна кар'єра
У ДЮФЛУ виступав за львівські «Карпати», доки у 2013 році не підписав свій перший професійний контракт зі львів'янами. Виступав у складі юнацької (U-19) та молодіжної команд «Карпат», за які загалом у 2013—2016 роках відіграв 52 поєдинки, пропустивши 56 м'ячів.
1 березня 2017 року на умовах оренди з львівського клубу поповнив склад чернівецької «Буковини», в якій виступав до завершення сезону 2016/17. Дебютував у першій українській лізі 19 березня того ж року, відстоявши на «нуль» в матчі проти краматорського «Авангарду». У квітні 2017 року два тура поспіль визнавався кращим молодим гравцем першої ліги. У першій половині сезону 2017/18 після повернення з оренди зіграв 9 поєдинків за «Карпати» U-21 у молодіжній першості.
На початку березня 2018 року на правах оренди з «Карпат» поповнив склад ФК «Львів», в якому виступав до завершення сезону 2017/18. Дебютував 1 квітня того ж року в матчі другої ліги проти тернопільської «Ниви», який завершився перемогою його команди (2:0).
У липні 2018 року став гравцем житомирського «Полісся». Дебютував за житомирців 18 липня в матчі кубка України проти «ЛНЗ-Лебедин». У сезоні 2019/20 разом із командою здобув путівку до першої ліги, ставши бронзовим призером другої української ліги.
У червні 2020 року підписав контракт із першоліговим клубом «Агробізнес» (Волочиськ).
9 серпня 2022 року став гравцем харківського «Металіста 1925».

## Кар'єра в збірній
Впродовж 2013—2015 років виступав за юнацькі збірні України, за які сумарно провів 10 матчів. У складі юнацької збірної України U-19 був учасником чемпіонату Європи 2015.

## Досягнення
- Півфіналіст Кубку України: 2020/21
- Бронзовий призер Другої ліги України: 2019/20
- Бронзовий призер Молодіжного чемпіонату України: 2016/17
- Бронзовий призер Юнацького чемпіонату України (2): 2013/14, 2014/15